# فريدي فوكس (لاعب كرة قدم)
فريدي فوكس (بالإنجليزية: Freddie Fox)‏ (22 نوفمبر 1898 في المملكة المتحدة - 15 مايو 1968 في المملكة المتحدة) هو لاعب كرة قدم بريطاني (وحمل سابقاً جنسية المملكة المتحدة لبريطانيا العظمى وأيرلندا) في مركز حراسة المرمى. شارك مع منتخب إنجلترا لكرة القدم. أما مع النوادي، فقد لعب مع بريستون نورث إيند ونادي برينتفورد ونادي غيلينغهام ونادي ميلوول ونادي هاليفاكس تاون وAbertillery Town F.C. ‏ وTruro City F.C. ‏ وإف سي هاليفاكس تاون.

## وصلات خارجية
- فريدي فوكس على موقع ناشيونال فوتبول تيمز (الإنجليزية)